# Saison 1948-1949 du Stade rennais UC
Maillots
Chronologie
Saison précédente Saison suivante
La saison 1948-1949 du Stade rennais Université Club débute le 22 août 1948 avec la première journée du Championnat de France de Division 1, pour se terminer le 29 mai 1949 avec la dernière journée de cette compétition.
Le Stade rennais UC est également engagé en Coupe de France.

## Résumé de la saison
À l'intersaison, le club perd plusieurs de ses titulaires : Jean Prouff, parti chercher meilleure fortune au Stade de Reims (il sera sacré champion de France avec le club champenois cette saison-là), le défenseur André Bordier et ses 300 matchs avec le Stade rennais, parti à Saint-Malo, ou encore son gardien Georges Hatz. Heureusement, les quelques recrues et les titulaires déjà en place vont se montrer à la hauteur.
Tant et si bien que les "Rouge et Noir" réalisent la meilleure performance de leur histoire en Division 1 depuis les débuts de celle-ci en 1932. Ils ne descendront jamais dans la deuxième partie du classement, et ne resteront que quatre journées hors des cinq premières places. Lors des 1re, 7e, 8e et 9e journées, le Stade rennais pointe même en tête, ce qui ne lui était pas arrivé depuis 1932.
Costauds derrière, virevoltants devant (avec un Jean Grumellon toujours aussi prolifique, les Rennais terminent à une excellente quatrième place, et n'auront manqué que d'un peu de régularité. Les hommes de François Pleyer furent ainsi capables de s'imposer brillamment à Marseille (3 buts à 1) malgré une équipe largement diminuée (absences de Sellin, Artigas, Mankowski, Cousin, Hauvespre et Grumellon), comme de s'incliner extrêmement lourdement à Nice (8 buts à 0) malgré une formation presque au complet. Finalement, un excellent résultat au vu des moyens rennais.
En Coupe de France, comme la saison précédente, le club s'arrête au stade des huitièmes de finale. C'est cette fois le FC Metz qui élimine les Rennais.

## Transferts en 1948-1949
| Nom                | Nationalité | Provenance/Destination        |
| Arrivées           |             |                               |
| Claude Battistella | France      | SR Colmar                     |
| Georges Bourdin    | France      | Stade rennais UC amateurs     |
| Jean Combot        | France      | ES Kreisker Saint-Pol-de-Léon |
| Elpidio Coppa      | Italie      | US Lucchese-Libertas Lucca    |
| Alfred Gérard      | France      | SR Colmar                     |
| Paul Le Dren       | France      | US Pont-l'Abbé                |
| Émile Legangnoux   | France      | Drapeau de Fougères           |
| Jean Mankowski     | France      | RC Lens                       |
| Joseph Mattioni    | France      | CA Paris                      |
| Oswaldo Minci      | France      | Stade morlaisien              |
| Robert Ponceau     | France      | TA Rennes                     |
| Départs            |             |                               |
| André Bordier      | France      | US Saint-Malo                 |
| Georges Hatz       | France      | Stade français-Red Star       |
| Gaston Langouët    | France      | Stade rennais UC amateurs     |
| Claude Paillère    | France      | RC Lens                       |
| Jean Prouff        | France      | Stade de Reims                |
| René Sergent       | France      | US Le Mans                    |
| André Sorel        | France      | Stade rennais UC amateurs     |

## L'effectif de la saison
| Poste¹ | Nat.² | Nom                | Naissance        | Sélection³ | Championnat | Championnat | Coupe France | Coupe France | Total Saison | Total Saison |
| Poste¹ | Nat.² | Nom                | Naissance        | Sélection³ | M           | But inscrit | M            | But inscrit  | M            | But inscrit  |
| ------ | ----- | ------------------ | ---------------- | ---------- | ----------- | ----------- | ------------ | ------------ | ------------ | ------------ |
| A      | ESP   | Salvador Artigas   | 20 février 1914  | -          | 30          | 1           | 2            | 2            | 32           | 3            |
| A      | FRA   | Claude Battistella | 2 janvier 1928   | -          | 14          | 1           | 0            | 0            | 14           | 1            |
| A      | FRA   | Georges Bourdin    | 27 novembre 1927 | -          | 6           | 5           | 0            | 0            | 6            | 5            |
| A      | FRA   | Henri Combot       | 17 octobre 1921  | -          | 5           | 2           | 3            | 2            | 8            | 4            |
| D      | FRA   | Jean Combot        | 19 novembre 1928 | B          | 12          | 0           | 3            | 0            | 15           | 0            |
| A      | ITA   | Elpidio Coppa      | 6 octobre 1914   | A          | 5           | 0           | 0            | 0            | 5            | 0            |
| A      | FRA   | Jacques Cousin     | 6 mai 1921       | -          | 29          | 11          | 3            | 1            | 32           | 12           |
| A      | FRA   | Alfred Gérard      | 5 octobre 1919   | -          | 10          | 3           | 0            | 0            | 10           | 3            |
| A      | FRA   | Jean Grumellon     | 1er juin 1923    | -          | 31          | 24          | 3            | 2            | 34           | 26           |
| D      | FRA   | Henri Guérin       | 27 août 1921     | A          | 32          | 0           | 3            | 0            | 35           | 0            |
| A      | FRA   | Robert Hauvespre   | 25 décembre 1923 | -          | 19          | 1           | 2            | 0            | 21           | 1            |
| D      | FRA   | Robert Hennequin   | 21 mars 1920     | -          | 32          | 3           | 2            | 0            | 34           | 3            |
| A      | FRA   | Alexandre Le Berre | 10 mars 1925     | -          | 4           | 1           | 1            | 0            | 5            | 1            |
| A      | AUT   | Karl Lechner       | 24 novembre 1921 | -          | 2           | 0           | 0            | 0            | 2            | 0            |
| A      | FRA   | Émile Legangnoux   | 12 février 1925  | -          | 5           | 0           | 0            | 0            | 5            | 0            |
| A      | FRA   | Jean Mankowski     | 10 octobre 1927  | -          | 19          | 3           | 0            | 0            | 19           | 3            |
| A      | FRA   | Marcel Mansat      | 7 décembre 1924  | B          | 25          | 0           | 3            | 0            | 28           | 0            |
| G      | FRA   | Joseph Mattioni    | 16 novembre 1923 | B          | 17          | 0           | 2            | 0            | 19           | 0            |
| M      | FRA   | Oswaldo Minci      | 14 avril 1924    | -          | 11          | 0           | 0            | 0            | 11           | 0            |
| G      | FRA   | Robert Ponceau     | 2 décembre 1926  | -          | 1           | 0           | 0            | 0            | 1            | 0            |
| D      | FRA   | Fernand Pordié     | 11 novembre 1924 | -          | 8           | 0           | 0            | 0            | 8            | 0            |
| A      | FRA   | Guy Rabstejnek     | 7 août 1924      | -          | 18          | 3           | 3            | 0            | 21           | 3            |
| G      | FRA   | Guy Rouxel         | 24 janvier 1926  | B          | 16          | 0           | 1            | 0            | 17           | 0            |
| D      | FRA   | Maurice Sellin     | 21 février 1920  | -          | 23          | 0           | 2            | 0            | 25           | 0            |

- 1 : G, Gardien de but ; D, Défenseur ; M, Milieu de terrain ; A, Attaquant
- 2 : Nationalité sportive, certains joueurs possédant une double-nationalité
- 3 : sélection la plus élevée obtenue

## Équipe-type
Il s'agit de la formation la plus courante rencontrée en championnat.

## Les rencontres de la saison

### Liste
| Match | Date         | Compétition     | Tour        | Adversaire              | Lieu ¹ | Score | Class. | Buteurs pour le Stade rennais     |
| ----- | ------------ | --------------- | ----------- | ----------------------- | ------ | ----- | ------ | --------------------------------- |
| 1     | 22 août      | Division 1      | 1           | Metz                    | E      | 6–1   | 1      | Hennequin Cousin Grumellon        |
| 2     | 29 août      | Division 1      | 2           | Toulouse                | E      | 1–2   | 8      | Sbroglia (csc)                    |
| 3     | 5 septembre  | Division 1      | 3           | Strasbourg              | D      | 1-1   | 8      | Grumellon                         |
| 4     | 9 septembre  | Division 1      | 4           | Cannes                  | E      | 1–1   | 9      | Cousin                            |
| 5     | 12 septembre | Division 1      | 5           | Montpellier             | D      | 3–0   | 7      | Mankowski Gérard Grumellon        |
| 6     | 19 septembre | Division 1      | 6           | Roubaix                 | D      | 3-1   | 3      | Mankowski Cousin Grumellon        |
| 7     | 23 septembre | Division 1      | 7           | Marseille               | E      | 3-1   | 1      | Bourdin Le Berre                  |
| 8     | 26 septembre | Division 1      | 8           | RC Paris                | E      | 3–2   | 1      | Mankowski Hauvespre Pilette (csc) |
| 9     | 3 octobre    | Division 1      | 9           | Nancy                   | D      | 4–0   | 1      | Gérard Grumellon                  |
| 10    | 7 octobre    | Division 1      | 10          | Saint-Étienne           | D      | 1–3   | 2      | Calligaris (csc)                  |
| 11    | 10 octobre   | Division 1      | 11          | Reims                   | E      | 2–4   | 4      | Hennequin Bourdin                 |
| 12    | 24 octobre   | Division 1      | 12          | Colmar                  | D      | 2-0   | 3      | Artigas Grumellon                 |
| 13    | 31 octobre   | Division 1      | 13          | Sochaux                 | E      | 1-3   | 4      | Grumellon                         |
| 14    | 7 novembre   | Division 1      | 14          | Sète                    | E      | 0–0   | 5      |                                   |
| 15    | 14 novembre  | Division 1      | 15          | Nice                    | D      | 2–0   | 4      | Gérard Grumellon                  |
| 16    | 21 novembre  | Division 1      | 16          | Lille                   | D      | 1-1   | 5      | Hennequin                         |
| 17    | 28 novembre  | Division 1      | 17          | Stade français-Red Star | E      | 0-0   | 5      |                                   |
| 18    | 5 décembre   | Division 1      | 18          | Metz                    | D      | 4–3   | 4      | Rabstejnek Grumellon              |
| 19    | 19 décembre  | Division 1      | 19          | Toulouse                | D      | 2–0   | 4      | Rabstejnek Grumellon              |
| 20    | 26 décembre  | Division 1      | 20          | Strasbourg              | E      | 0–3   | 4      |                                   |
| 21    | 2 janvier    | Division 1      | 21          | Cannes                  | D      | 1-0   | 3      | Grumellon                         |
| 22    | 9 janvier    | Coupe de France | 1/32 finale | Montpellier             | N      | 2-0   | 2-0    | Artigas Grumellon                 |
| 23    | 16 janvier   | Division 1      | 22          | Montpellier             | E      | 1–2   | 3      | Cousin                            |
| 24    | 23 janvier   | Division 1      | 23          | Marseille               | D      | 6–1   | 3      | Cousin H. Combot Grumellon        |
| 25    | 30 janvier   | Coupe de France | 1/16 finale | Vitry-sur-Seine         | N      | 3-1   | 3-1    | Cousin H. Combot                  |
| 26    | 6 février    | Division 1      | 24          | Roubaix                 | E      | 2-3   | 4      | Cousin                            |
| 27    | 13 février   | Division 1      | 25          | RC Paris                | D      | 0-0   | 4      |                                   |
| 28    | 20 février   | Division 1      | 26          | Nancy                   | E      | 2–1   | 4      | Bourdin                           |
| 29    | 27 février   | Coupe de France | 1/8 finale  | Metz                    | N      | 2-4   | 2-4    | Artigas Grumellon                 |
| 30    | 6 mars       | Division 1      | 27          | Sochaux                 | D      | 1-0   | 3      | Cousin                            |
| 31    | 13 mars      | Division 1      | 28          | Colmar                  | E      | 2–2   | 4      | Rabstejnek Grumellon              |
| 32    | 27 mars      | Division 1      | 29          | Nice                    | E      | 0-8   | 4      |                                   |
| 33    | 10 avril     | Division 1      | 30          | Sète                    | D      | 3–1   | 4      | Cousin Battistella Grumellon      |
| 34    | 17 avril     | Division 1      | 31          | Saint-Étienne           | E      | 1-1   | 4      | Grumellon                         |
| 35    | 1er mai      | Division 1      | 32          | Reims                   | D      | 1–0   | 4      | Grumellon                         |
| 36    | 15 mai       | Division 1      | 33          | Lille                   | E      | 0–3   | 4      |                                   |
| 37    | 29 mai       | Division 1      | 34          | Stade français-Red Star | D      | 1–1   | 4      | Cousin                            |

- 1 N : terrain neutre ; D : à domicile ; E : à l'extérieur ; drapeau : pays du lieu du match international

## Bilan des compétitions
| Compétition     | Vainqueur final | Débute au tour | Place ou tour final | Première rencontre | Dernière rencontre | Nombre |
| --------------- | --------------- | -------------- | ------------------- | ------------------ | ------------------ | ------ |
| Division 1      | Stade de Reims  | 1re journée    | 4e                  | 22 août 1948       | 29 mai 1949        | 34     |
| Coupe de France | RC Paris        | 1/32 de finale | 1/8 de finale       | 9 janvier 1949     | 27 février 1949    | 3      |

### Division 1

#### Classement
| Rang | Équipe    | Pts | J  | G  | N  | P  | Bp  | Bc | Diff |
| ---- | --------- | --- | -- | -- | -- | -- | --- | -- | ---- |
| 1    | Reims     | 48  | 34 | 22 | 4  | 8  | 90  | 54 | +36  |
| 2    | Lille     | 47  | 34 | 21 | 5  | 8  | 102 | 40 | +62  |
| 3    | Marseille | 42  | 34 | 18 | 6  | 10 | 95  | 58 | +37  |
| 4    | Rennes    | 41  | 34 | 16 | 9  | 9  | 61  | 49 | +12  |
| 5    | Sochaux   | 38  | 34 | 16 | 6  | 12 | 74  | 52 | +22  |
| 6    | RC Paris  | 36  | 34 | 14 | 8  | 12 | 71  | 56 | +15  |
| 7    | Nice      | 36  | 34 | 13 | 10 | 11 | 60  | 58 | +2   |

#### Résultats
| Total  | Total  | Total | Total | Total | Total | Total | Total | Domicile | Domicile | Domicile | Domicile | Domicile | Domicile | Extérieur | Extérieur | Extérieur | Extérieur | Extérieur | Extérieur |
| Matchs | Points | V     | N     | D     | BP    | BC    | Diff. | V        | N        | D        | BP       | BC       | Diff.    | V         | N         | D         | BP        | BC        | Diff.     |
| ------ | ------ | ----- | ----- | ----- | ----- | ----- | ----- | -------- | -------- | -------- | -------- | -------- | -------- | --------- | --------- | --------- | --------- | --------- | --------- |
| 34     | 41     | 16    | 9     | 9     | 61    | 49    | +12   | 12       | 4        | 1        | 36       | 12       | +24      | 4         | 5         | 8         | 25        | 37        | -12       |

#### Résultats par journée
| Journée   | 01 | 02 | 03 | 04 | 05 | 06 | 07 | 08 | 09 | 10 | 11 | 12 | 13 | 14 | 15 | 16 | 17 | 18 | 19 | 20 | 21 | 22 | 23 | 24 | 25 | 26 | 27 | 28 | 29 | 30 | 31 | 32 | 33 | 34 |
| --------- | -- | -- | -- | -- | -- | -- | -- | -- | -- | -- | -- | -- | -- | -- | -- | -- | -- | -- | -- | -- | -- | -- | -- | -- | -- | -- | -- | -- | -- | -- | -- | -- | -- | -- |
| Terrain   | E  | E  | D  | E  | D  | D  | E  | E  | D  | D  | E  | D  | E  | E  | D  | D  | E  | D  | D  | E  | D  | E  | D  | E  | D  | E  | D  | E  | E  | D  | E  | D  | E  | D  |
| Résultats | V  | D  | N  | N  | V  | V  | V  | V  | V  | D  | D  | V  | D  | N  | V  | N  | N  | V  | V  | D  | V  | D  | V  | D  | N  | V  | V  | N  | D  | V  | N  | V  | D  | N  |
| Points    | 2  | 2  | 3  | 4  | 6  | 8  | 10 | 12 | 14 | 14 | 14 | 16 | 16 | 17 | 19 | 20 | 21 | 23 | 25 | 25 | 27 | 27 | 29 | 29 | 30 | 32 | 34 | 35 | 35 | 37 | 38 | 40 | 40 | 41 |
| Place     | 1  | 8  | 8  | 9  | 7  | 3  | 1  | 1  | 1  | 2  | 4  | 3  | 4  | 5  | 4  | 5  | 5  | 4  | 4  | 4  | 3  | 3  | 3  | 4  | 4  | 4  | 3  | 4  | 4  | 4  | 4  | 4  | 4  | 4  |

Source : Liste des rencontres

Terrain : D = Domicile ; E = Extérieur. Résultat: D = Défaite ; N = Nul ; V = Victoire.